# Marimba
A marimba egy afroamerikai eredetű ütő-dallamhangszer, az idiofon hangszerek csoportjába tartozik, a xilofon egy fajtája. Keretre erősített, keményfából készült, hangolt lapokból áll, melyeket gumifejű, pálca alakú verőkkel szólaltatnak meg. Minden hanglapja alatt rezonátorcső van.
Eredete vitatott, a legelfogadottabb elképzelés szerint előde az afrikai balafon, amely a 16.–17. században, a rabszolga-kereskedelem következtében terjedhetett el Közép-Amerikában, azon belül is elsősorban Guatemalában és Mexikóban. A mai koncertmarimbát, amelyet marimbazenekarokban és szimfonikus nagyzenekarokban is alkalmaznak, Mexikóban fejlesztették ki a 20. században. Ma a vibrafon mellett a legfontosabb dallamjátszó ütőhangszer.

## Eredete

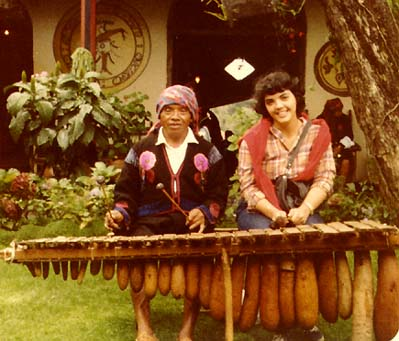
Guatemalai marimbajátékosok.

A hangszer pontos eredete vitatott. A legvalószínűbb, hogy Afrikából származik. A hangszer nem az egész kontinensen terjedt el, de különféle változatai megtalálhatók például Mozambikban és Angolában. Előde az afrikai balafon, mely fa hanglapokból és alattuk elhelyezett, hangolt lopótök-rezonátorokból álló népi hangszer.
Ahogy a hangszer, a neve is afrikai eredetű. A szó a bantu ma (jelentése sok darab) és rimba (ütős hangszer) szavak összevonásából áll. A ma-rimba több afrikai nyelven is hanglapokból álló hangszereket jelöl. Más értelemben alkalmazzák még a lamellofon hangszerek megnevezésére is, melyek rezonátordoboz külsején elhelyezett, kézzel pengethető lamellákból állnak.
A mai legelfogadottabb nézetek szerint Afrikából rabszolgák hozták magukkal a 16.–17. században Közép-Amerikába, azon belül is a mexikói Chiapas államba illetve Guatemalába, ahol aztán továbbfejlődve népi hangszerré vált. Ezek jellemzően diatonikus hangszerek voltak. Domingo Juarros guatemalai történész volt az első, aki maja marimbásokról tett feljegyzéseket.
Ma egész Chiapasban rendkívül elterjedt hangszer, szinte az állam egyik jelképének számít, de jellemző még Oaxaca és Tabasco államokra is.
A mai fém rezonátoros, két- illetve három hangra hangolt koncertmarimbát Amerikában a 20. század elején fejlesztették ki. Fontos szerepe volt az Ulysses G. Leedy által alapított Leedy ütőhangszer-gyárnak, illetve John Calhoun Deagan zenész és hangszergyártó által létrehozott J. C. Deagan hangszergyárnak. Utóbbi neves hangszerfejlesztője volt Clair Omar Musser, aki részt vett a marimba fejlesztésében, illetve marimba-cseleszta és marimba-vibrafon közötti átmeneti hangszerváltozatok kialakításában. Az 1930-40-es években maga is koncertezett a "The Marimba Orchestra" nevű együttessel, ennek legjelentősebb eseménye egy 1933-as chicagói nemzetközi kiállításon való, 100 zenész közreműködésével lezajlott fellépése. Tevékenységével nagyban hozzájárult a modern marimba népszerűsítéséhez, és hogy a hangszer utat találjon a kortárs klasszikus zene nagyzenekari művei felé.

## Felépítése
Külső megjelenésében hasonlít a xilofonra, de hangterjedelme és mérete nagyobb, illetve a lapok hangolása is eltérő. Hangterjedelme lehet 4, 4 és fél vagy 5 oktávnyi és mélyebb, mint a xilofoné. Hangolt falapjainak elrendezése a zongora klaviatúráját idézi. A hangszer hossza a hangterjedelemtől függően jellemzően 1,8 és 2,5 m közötti, magassága nagyjából 1.2 m, súlya elérheti a 120 kg-ot.

### Hanglapok

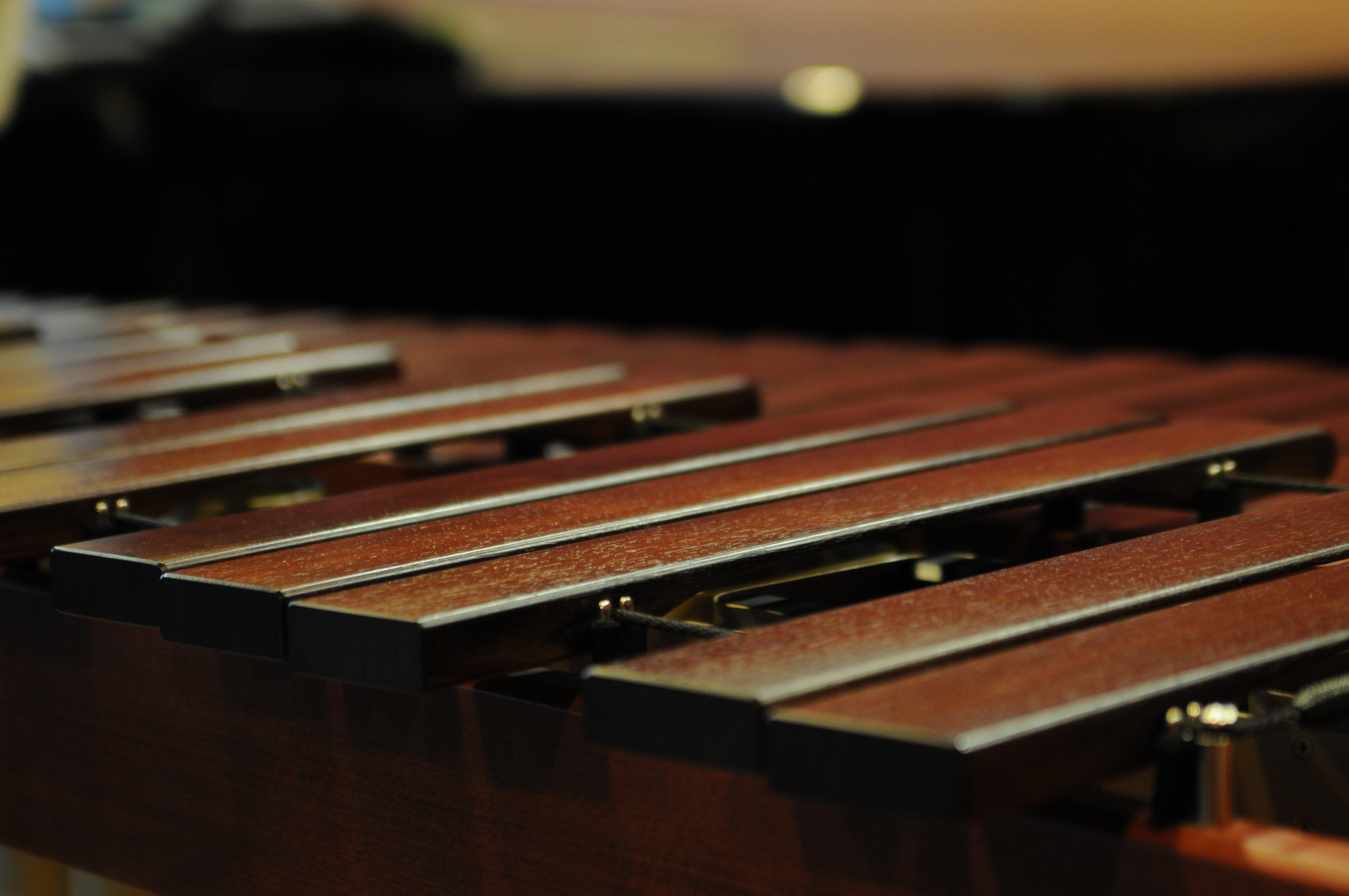
A keményfa hanglapok.

A modern marimba hanglapjai keményfából készülnek, például padukból, rózsafából, paliszanderből, mahagóniból, jávorfából stb. Hangolás után lakkbevonatot kapnak (pl. sellak), melytől időállóak lesznek és jobban viselik a használatot is.
Hangoláskor a hanglapok alsó oldalán íves bemetszést alkalmaznak. Ennek következtében a lapok hossza mentén a keresztmetszet eltér: a lap két végén nagy, középen kicsi a keresztmetszeti felület. Ez azért szükséges, mert bemetszés nélküli, téglatest alakú hanglapoknak az alaphangja és a felharmonikusok mindig disszonáns hangközt fognak át, a bemetszéssel azonban az alaphang és a felharmonikusok frekvenciaaránya eltolható, amitől a lap hangja zörejből zenei hanggá válik.
Marimba esetén a hanglapokat úgy hangolják, hogy az alaphanghoz képest az első felharmonikus éppen két oktávval feljebb szóljon, melyet a harmadik felhang további egy oktávval és egy nagy terccel követ. Ez a három hangra hangolás általában csak a mélyebb hangokhoz tartozó hanglapoknál szükséges és lehetséges, kb. az ötödik oktáv felett már csak két hangra (azaz az alaphangra és egy felhangjára) hangolnak. Például a C2 hanglap megütésekor ideális esetben az alábbi hangok szólalnak meg: C2, C4, E5. Ez adja a marimba sajátos mély, lágy hangszínét.
A lapok két ponton lazán rögzítve támaszkodnak fel. Ez a hosszanti hajlításra nézve két végén nyitott peremfeltételnek felel meg. A feltámasztást ott alakítják ki, ahol az alaphangot keltő hosszanti hajlító módus rezgési csomópontjai találhatók.

### Rezonátorok

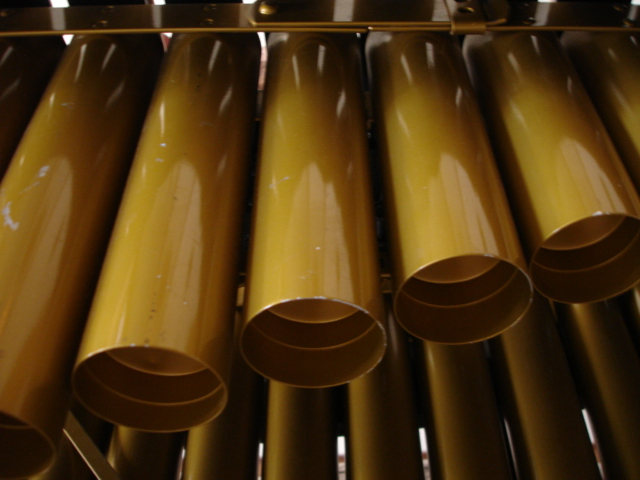
A rezonátorok félig zárt csövek a hanglap alatt.

A marimba népi elődeinél lopótököt alkalmaztak, vagy fa rezonátordobozt alakítottak ki. A rezonanciát tapasztalati úton keresték meg: olyan rezonátort választottak, mely az adott hangolt lappal rezonált.
A modern hangszereken a rezonátorok a hanglapok alatt elhelyezett félig nyílt (általában alumíniumból készített) csövek, nyitott végükkel a hangzó lap felé fordítva. A hang megszólaltatásakor a lap rezgésbe jön, a hangteljesítmény egy része arra fordítódik, hogy a rezonátorban található levegőt oszcilláló ki-beáramlásra kényszerítse. A rezonancia lényegében a Helmholtz-rezonátorokban tapasztaltakkal megegyező módon megy végbe.
A rezgő hanglap és a rezonátor levegője csatolt rezgésben állnak egymással. A két rezgő közeg a csatolt rezgő rendszerekre jellemző módon egymásnak adogatja az energiát: a rezgő lap hatására a vele azonos hangolású rezonátorcső rezonanciába jön, és a lap az energiáját átadva rezgésében lecsillapodik. Ekkor fordított irányú hatás kezdődik meg, a rezgő levegőoszlop újból rezgésbe hozza a hanglapot, és így tovább, amíg mindkét közeg el nem veszíti a rugalmas energiát a disszipáció során (pl. a közegek belső súrlódása és a távozó hangteljesítmény hatására).
A lapok alatt elhelyezett rezonátorcsöveknek a csatolt rezgésnek köszönhetően alapvetően három kedvező hatása van:
- Hangerő: a hanglapok megütéskor felfelé és lefelé azonos hangteljesítményt sugároznak; a rezonátorok az egyébként lefelé kisugárzott teljesítményt visszaadják a lapnak, melynek egy része ezután felfelé távozik, így a hangszer tapasztalt hangereje megnő.
- Időtartam: a hanglap és a rezonátor rezgő közegei a csatolt rezgésük folytán lassabban sugározzák ki a hangteljesítményt, mint egy rezonátor nélküli hanglap, mely felfelé és lefelé is sugároz. Így a rezonátor segít a hang időtartamának kinyújtásában, mely akár 2-3 másodpercig tart. Ez a hatás főleg az amúgy rövidebb ideig hangzó magasabb hangok esetén igen számottevő.
- Frekvencia-korrekció: A hanglapok spektrumában geometriai okok miatt olyan frekvenciák is megjelenhetnek, melyek nem illeszkednek a hangolt alaphanghoz és hangolt felharmonikusaihoz. Ilyen hatást kelthetnek a hanglap nem kívánt rezgési módusai, például a csavarodási és vízszintes szitáló mozgású rezgésből fakadó spektrális komponensek. Hatásukra a megszólaló hang disszonáns lesz. A rezonátorok harmadik jellemző előnye, hogy a levegőoszlop számára is csak bizonyos rezgési frekvenciák megengedettek, és a nem kívánt, disszonáns rezonanciák ezekkel jellemzően nem esnek egybe. A következmény az, hogy a disszonáns felharmonikusokat a rezonátor csillapítja, míg az alaphangot ezekhez képest felerősíti. Így a hanglap hangolt alaphangja tisztább, az összetett hang harmonikusabb lesz.

A nagy hangterjedelmű marimbáknál előfordul, hogy a mély hanglapokhoz tartozó rezonátorcsövek kívánt hossza meghaladná a hangszer magasságát. Egy C2 lap esetén például nagyjából 140 cm hosszú rezonátorcsőre lenne szükség. A problémára többféle megoldás is született, például alkalmazhatók a rezonátorcsőben ferde hajlítások, illetve a cső lefelé kiszélesítése is jó megoldás. Az ilyen jellegű módosítások hatását a rezonátorcső hangolásakor közelítő módszerekkel modellezik.

### Verők

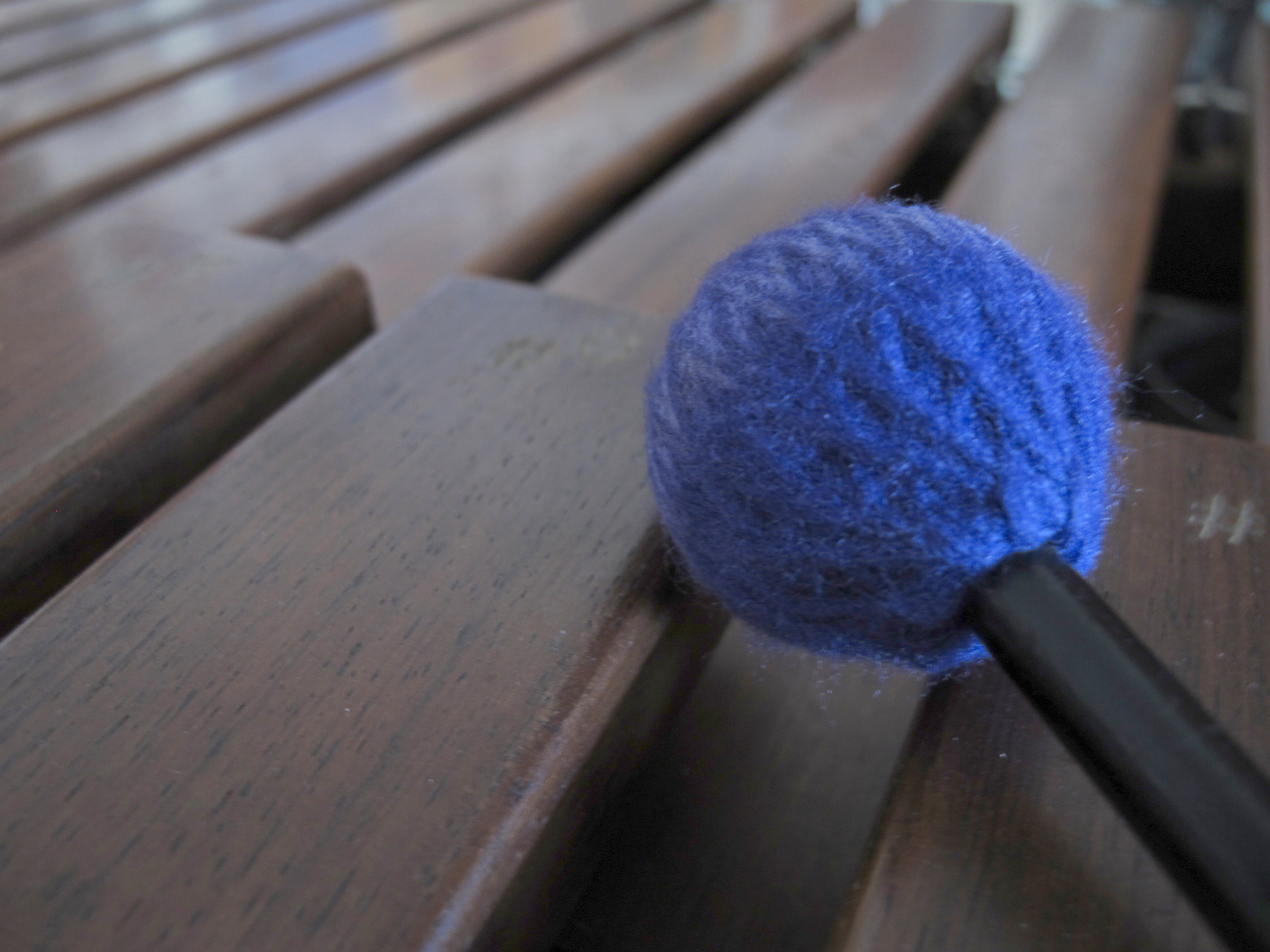
Egy marimbaverő

A marimbát gumifejű, pálca alakú, 28–40 cm hosszúságú verőkkel szólaltatják meg. A fejet általában puha burkolattal látják el. A borítás és maga a gumifej keménysége hatással van a hangszínre. Puhább verőkkel lágyabb hatás érhető el, a felhangok csillapodnak, az alaphang kiemelkedik, de csökken a hangerő, a hangmagasság pedig elmosódottabb. Keményebb verővel az ütés markánsabb, de kiemelkednek a felharmonikusok.
Az ütés helyétől egy kicsit függ a hanglap hangszíne: a középen ütés az alaphang leghangosabb megszólaltatásának módja, míg a középtől kicsit távolabb ütve a felharmonikusok felerősödnek. A zenész ezért általában a hanglap közepét üti. Az ütés fizikailag széles spektrumú gerjesztésnek felel meg (lásd még: Dirac-delta), így az alaphangot és az összes felhangot egyszerre gerjeszti.
A marimbára írott zeneműveket 2 vagy 4, ritkábban több verővel szólaltatják meg. A marimbajátékos több verőt egy kézben tartva, azok távolságát helyes kéztartással beállítva akkordokat is leüthet.

## Változatai

### Üvegmarimba
Megjelenésében és alkalmazásában a hagyományos marimbára hasonlít, de a hanglapok nem fából, hanem üvegből készülnek. A rezgő közeg üveg, emiatt a hangszer a krisztallofon hangszercsalád tagja. A verők rugalmas szilikongumi fejjel ellátott pálcák. A hanglapok gyártásakor vékonyabb síküveg lapokat illesztenek össze a vastag lapok kialakítására. A fából készült marimbától eltérően nem alkalmaznak alsó bemetszést, a hangolást csak a hanglap végének csiszolásával érik el. A hangszer összeállításakor a lapokat nem fúrják ki, hanem az alaphang rezgésének megfelelő csomópontoknál rugalmas alátámasztást alkalmaznak.

### Kőmarimba
Kőből készült hanglapokból álló változat. A rezgő közeg kő, így a litofon hangszercsalád tagja. A kő kisebb rugalmassága miatt a hanglapokat a fából készültekhez képest laposabbnak alakítják ki.

### Xilorimba
A marimba és a xilofon közötti hangszerváltozat, valójában egy a mélyebb hangok felé kiterjesztett hangkészletű xilofon. Hangolása a xilofonéval azonos, mely a mély lapok esetén is a xilofonra jellemző hangszínt eredményez.

### Flapamba
Csak egy oldalon rögzített, hangolt lapokból álló hangszer, melynek hanglapjai egy közös rezonátordobozon fekszenek. A hangolását nem veszik olyan szigorúan, mint a hagyományos marimbáét, hiszen itt inkább az ütőhangszer-karakter a domináns a dallamjátszással szemben.

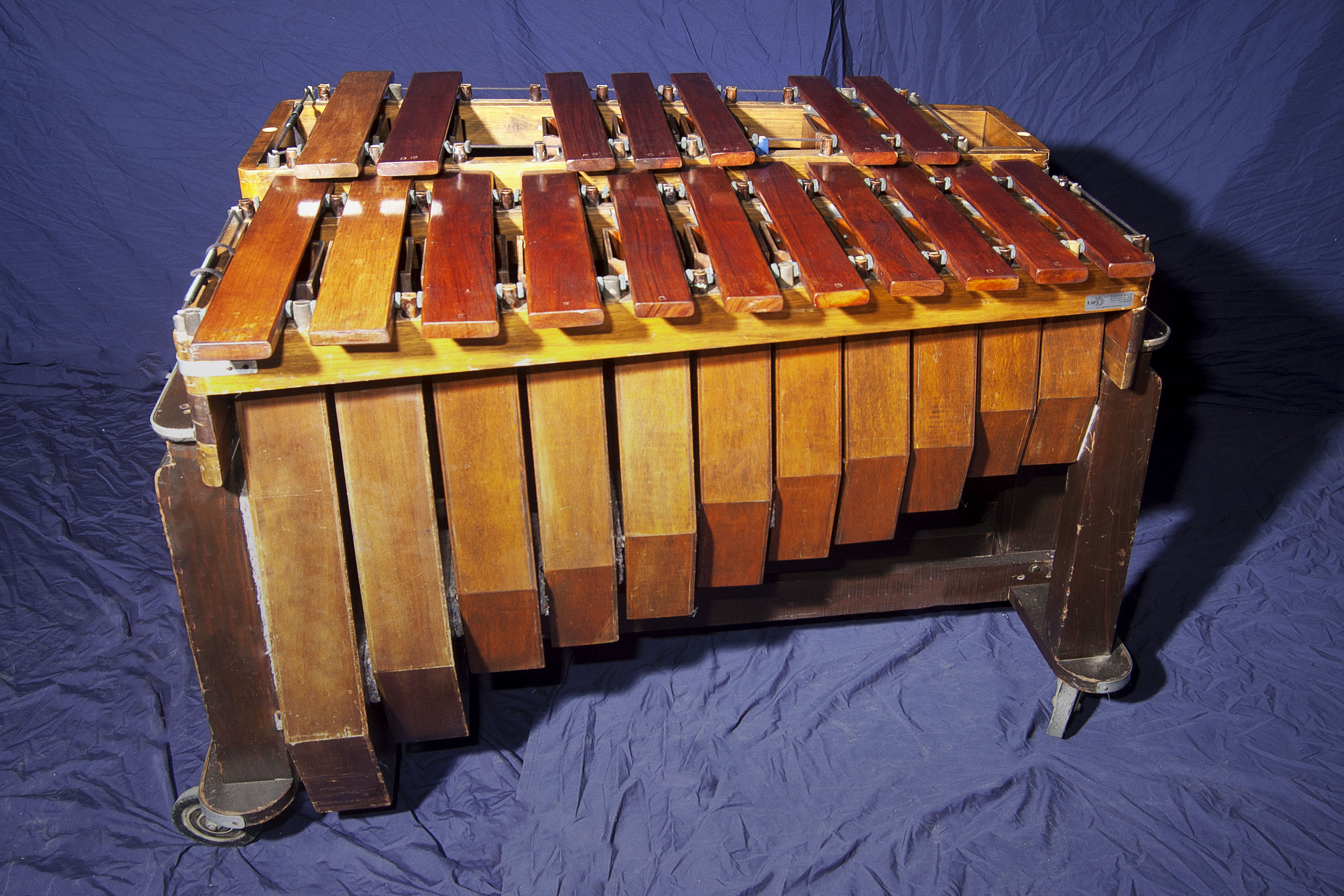
Basszusmarimba
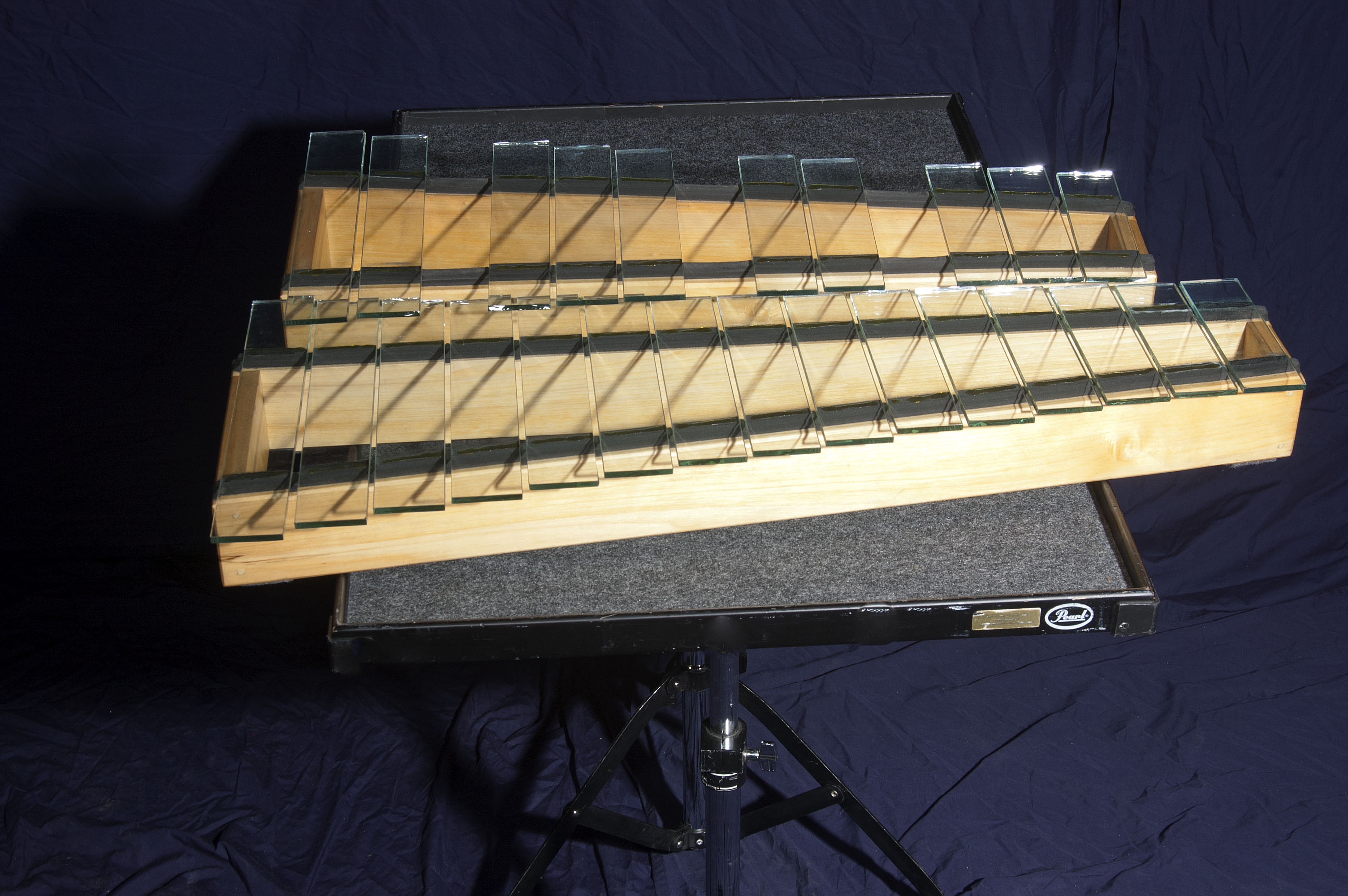
Üvegmarimba
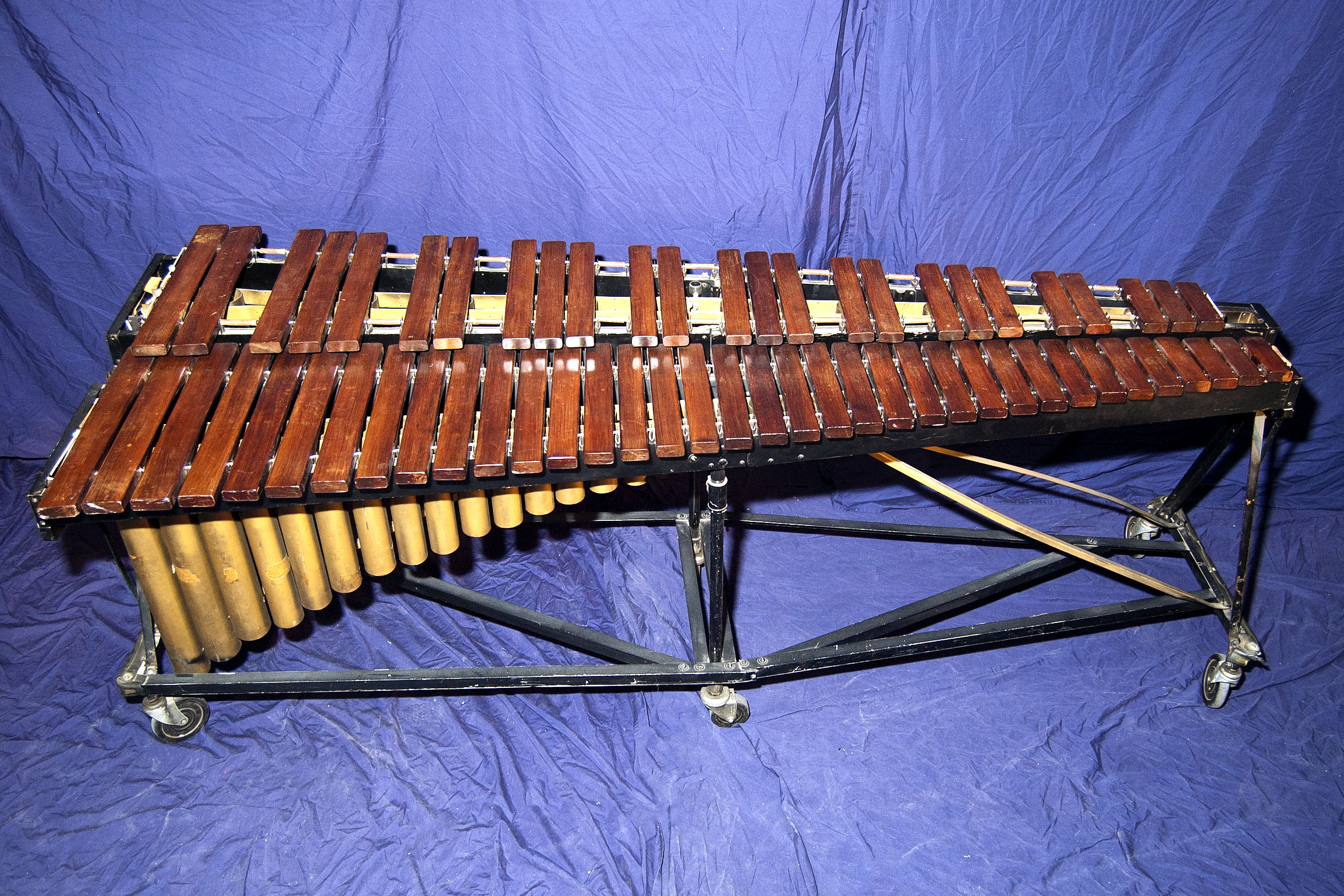
Xilorimba
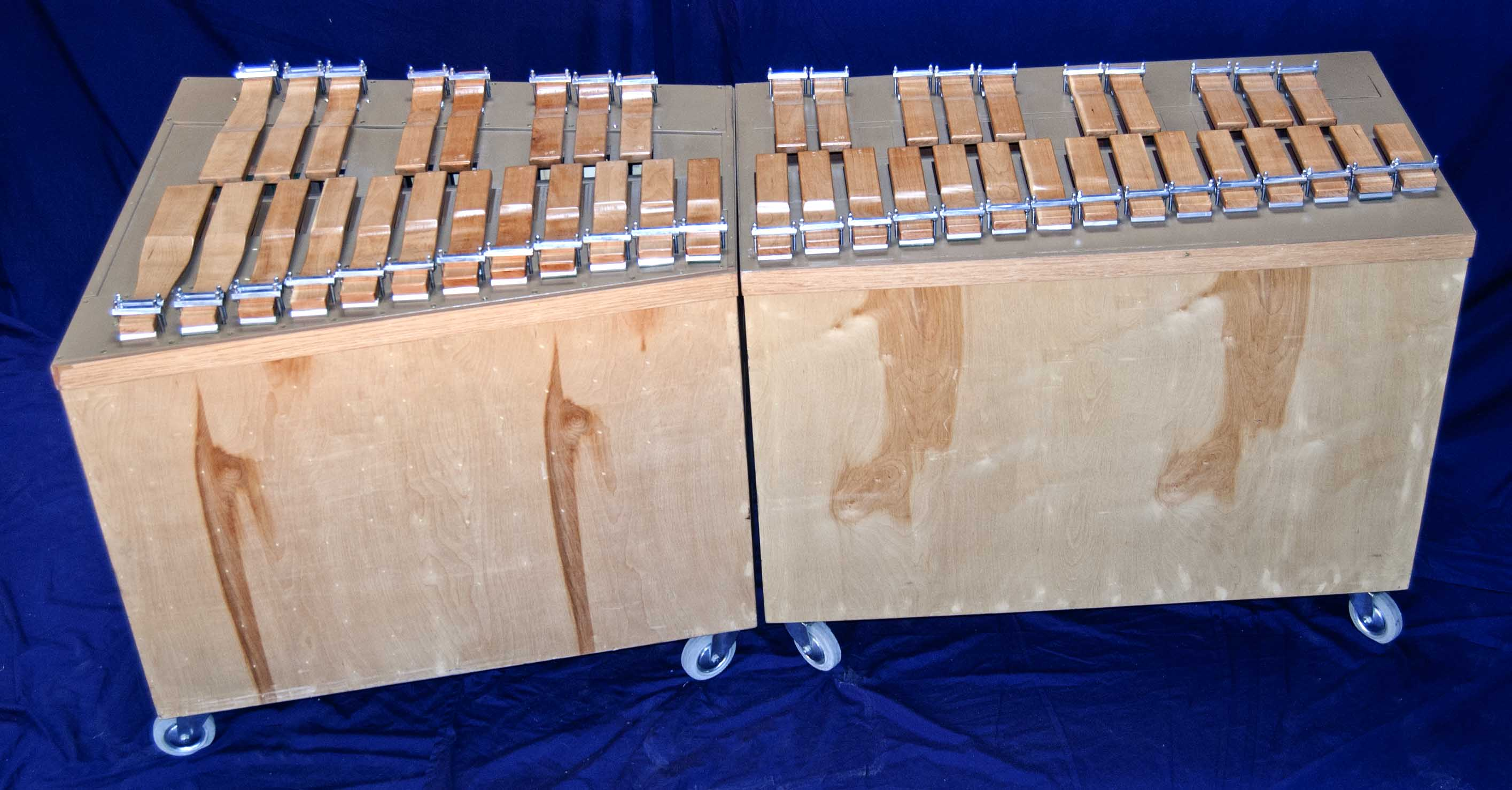
Flapamba

## Alkalmazása
A 20. század elején még jellemzően szólóhangszerként kimondottan marimbaegyüttesekben alkalmazták. Olykor más ütőhangszerekkel kombinálták, például xilofon mellett basszusszólamot játszottak marimbán. A mexikói népzenében gyakori a marimba-trombita kombináció. Mélyebb fafúvósokkal telt hangú, kellemes összhang érhető el, főleg a klarinét és altklarinét társaságában. Olykor vonósokkal is alkalmazzák, bár a két hangszercsoport hangszíne olykor nehezen összeegyeztethető.
Bár részben Claire Omar Musser 1933-as chicagói fellépése miatt a hangszer az 1940-es években már igen népszerű volt, az 1950-es évekig a nem gyakran jelent meg a klasszikus zeneszerzők műveiben. Mára azonban nem ritka szólama a nagyzenekarok ütőszekciójának. A marimba illetve a többi dallamjátszó ütőhangszer (xilofon, vibrafon, harangjáték) alkalmazása a nagyzenekarban ezen hangszerek eltérő hangszínétől is függ. Mutatja ezek népszerűségét, hogy a zeneszerzők mindinkább kísérleteznek többféle ütő-dallamhangszer együttes nagyzenekari alkalmazásával. 

### Zeneművek
Néhány zenemű, melyben a marimbaszólam számottevő jelentőségű.

#### Nagyzenekari művek
- Leoš Janáček: Jenufa (1904)
- Morton Gould: Latin-American Symphonette (1933)
- Paul Creston: Marimba Concertino, op. 21 (1940)
- Darius Milhaud: Concerto for Marimba, Vibraphone and Orchestra (1947)
- Carl Orff: Antigonae (1949)
- Karl Amadeus Hartmann: Symphonies nos. 6 ,7 ,8  (1953, 1959, 1963)
- Hans Werner Henze: Elegy for Young Lovers, Opera (1961)

#### Kamaradarabok
- Pierre Boulez: Le marteau sans maître (1955)
- Pierre Boulez: Pli selon pli, for soprano and orchestra (1962)
- Steve Reich: Music for 18 Musicians (1976),
- Steve Reich: Six Marimbas (1986),
- Steve Reich: Nagoya Marimbas (for two marimbas) (1994)
- Keiko Abe: Dream of the Cherry Blossoms (1983),
- Keiko Abe: Frogs (1958),
- Keiko Abe: Michi (1978),
- Keiko Abe: Variations on Japanese Children's Songs (1982),
- Keiko Abe: Prism for Solo Marimba (1986)

#### Szólóművek
- Claire Omar Musser marimbaszólók[15]
- Gordon Stout: Két mexikói tánc
- Giorgio Battistelli: “Anima” for Marimba and Bass Drum

### Együttesek

#### Magyar együttesek
- Amadinda ütőegyüttes
- Talamba ütőegyüttes
- Tempó ütőegyüttes

#### Külföldi együttesek
- Man man

## Galéria

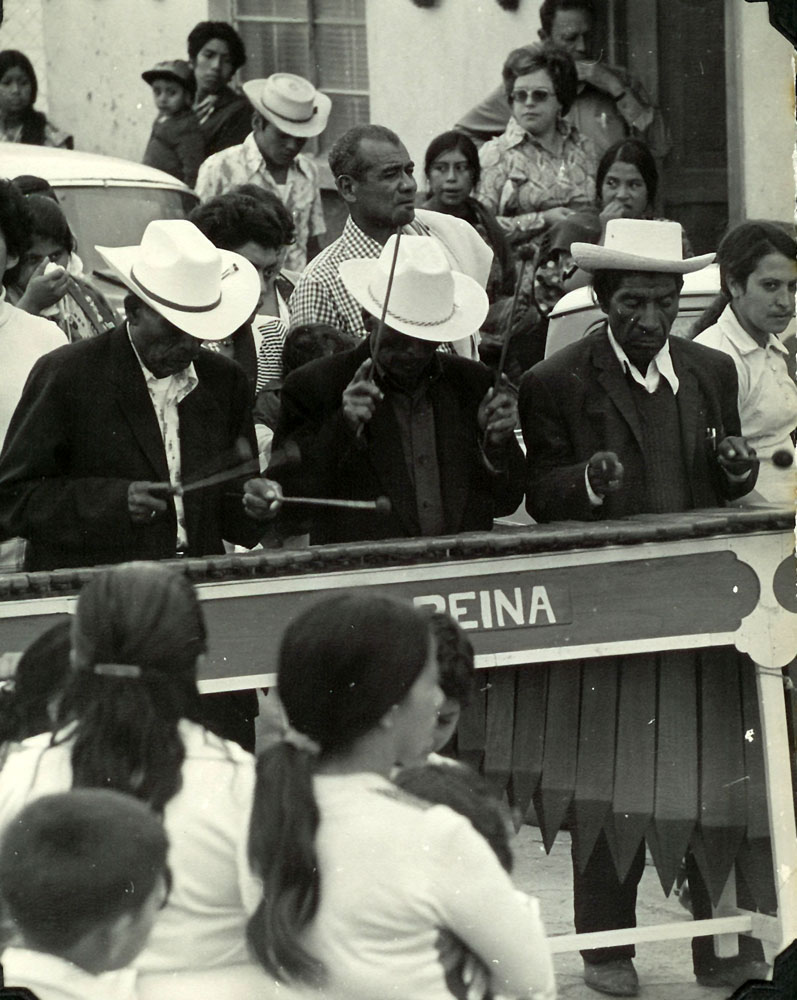
Guatemalai marimbások
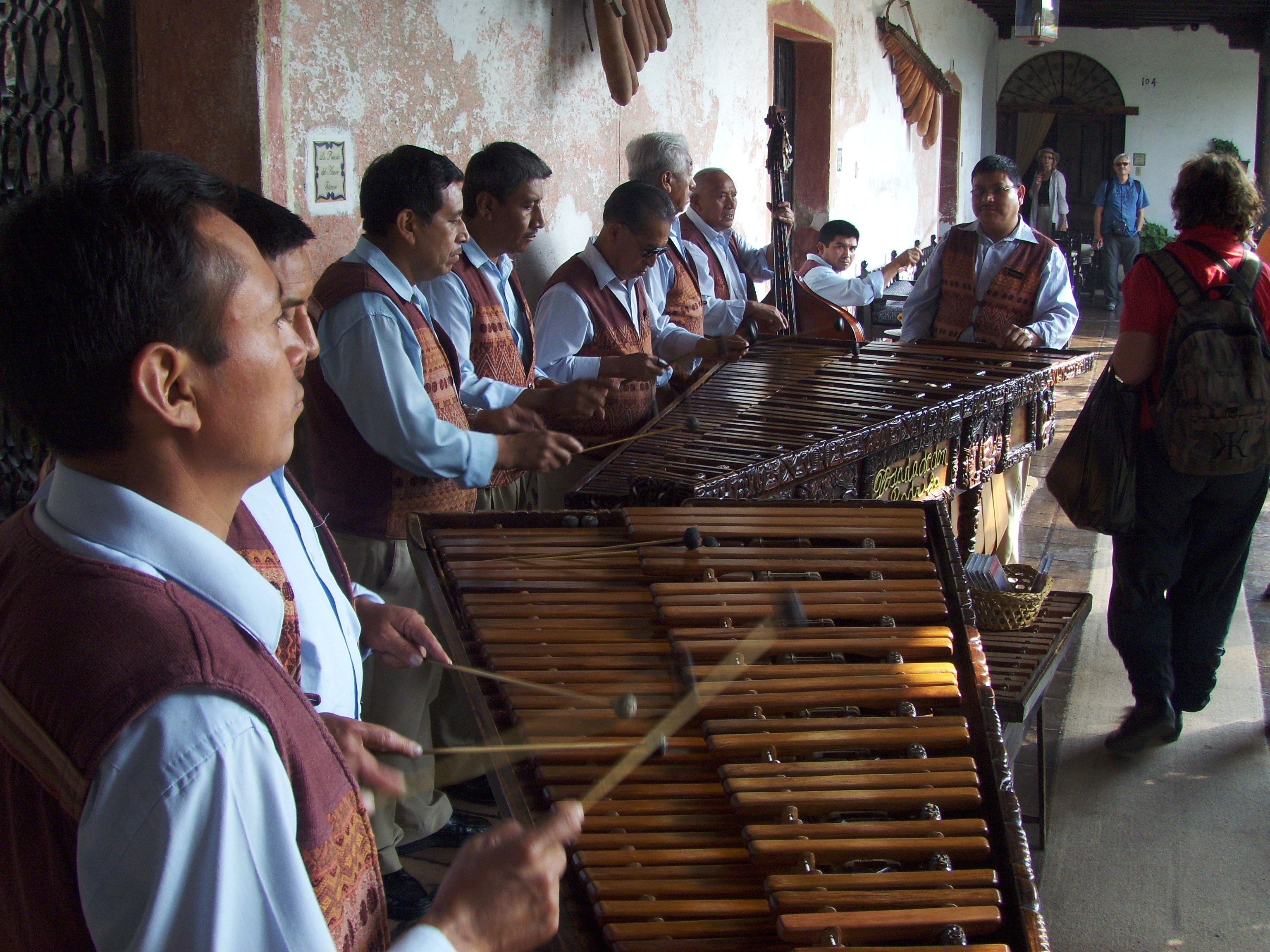
Guatemalai marimbaegyüttes
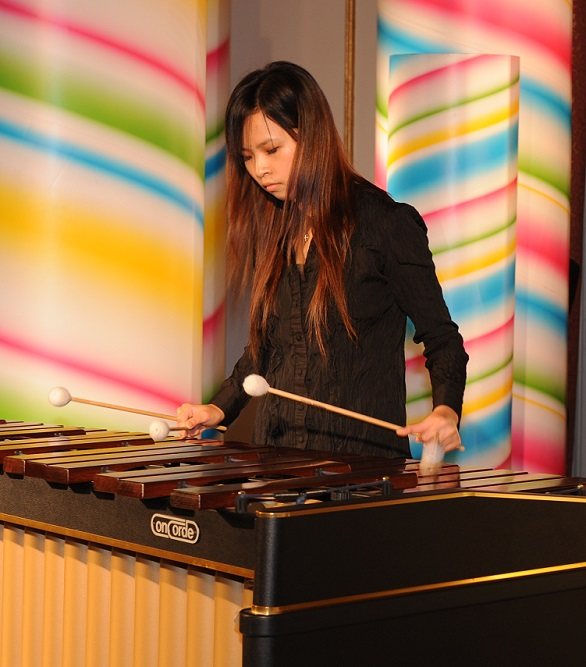
Modern marimbajátékos

### Általános ismertetők
- Marimba. Encyclopædia Britannica | britannica.com. (Hozzáférés: 2017. május 21.)
- Marimba (angol nyelven). Vienna Symphonic Library | www.vsl.co.at. [2018. április 3-i dátummal az eredetiből archiválva]. (Hozzáférés: 2017. május 21.)
- Le marimba moderne | Marimba.fr - Tout sur l'instrument de musique (francia nyelven). marimba.fr. [2012. február 19-i dátummal az eredetiből archiválva]. (Hozzáférés: 2017. május 21.)
- Andrew Tracey: Marimbas History (angol nyelven). www.kalimba.co.za, 2004. május 26. [2017. június 30-i dátummal az eredetiből archiválva]. (Hozzáférés: 2017. május 21.)

### Technikai leírások
- Jeffrey La Favre: The La Favre 5-octave marimba (angol nyelven). www.lafavre.us, 2007. [2017. május 12-i dátummal az eredetiből archiválva]. (Hozzáférés: 2017. május 21.)